# Sota el Coll
Sota el Coll és un indret del terme municipal de Conca de Dalt, a l'antic terme de Toralla i Serradell, en territori del poble de Toralla.
És al nord de Toralla, just dessota el Coll de Toralla, al nord-est del Serrat de l'Arnal i al nord-oest de lo Castell.